# Francesco Frattini
Francesco Frattini (Varese, 18 januari 1967) is een voormalig Italiaans wielrenner die bij Gewiss en Team Deutsche Telekom reed. In 1995 won hij de Rund um den Henninger-Turm. 

## Overwinningen
1995
- Catalaanse Week
- Rund um den Henninger-Turm
- 3e etappe Ronde van Frankrijk (ploegentijdrit): met Jevgeni Berzin, Guido Bontempi, Dario Bottaro, Bruno Cenghialta, Gabriele Colombo, Ivan Gotti, Bjarne Riis en Alberto Volpi

## Resultaten in voornaamste wedstrijden
| Jaar | Ronde van Italië | Ronde van Frankrijk | Ronde van Spanje |
| ---- | ---------------- | ------------------- | ---------------- |
| 1993 |                  |                     |                  |
| 1995 | 29e              | 77e                 |                  |
| 1996 |                  | 100e                |                  |
| 1997 | 71e              | opgave              |                  |
| 1998 |                  | 93e                 |                  |
| 1999 |                  |                     |                  |

| Jaar | Milaan-San Remo | Luik-Bast.‑Luik | Waalse Pijl | Rund um den Henninger-Turm |
| ---- | --------------- | --------------- | ----------- | -------------------------- |
| 1993 |                 | 44e             | 44e         |                            |
| 1995 |                 | 25e             | 8e          | ↑                          |
| 1996 | 64e             | 19e             | 13e         |                            |
| 1997 |                 | 53e             | 85e         |                            |
| 1998 |                 |                 | 59e         |                            |
| 1999 | 149e            |                 |             |                            |